# 國家圖書館 (中華民國)
國家圖書館，簡稱國圖，舊稱國立中央圖書館（簡稱中圖、央圖），是中華民國的國家圖書館，也是臺灣三所國家設立的圖書館之一，隸屬於教育部；不同於其他兩館為公共圖書館，國圖是臺灣唯一的國家圖書館，成立目的為蒐集、整理和典藏全國的出版品，弘揚學術，推動及輔導全國各類型圖書館之發展；此外，國圖同時也是一座研究型圖書館。由於其主要任務在於典藏，因此除電子書外，其館藏不提供外借，只限於館內閱覽、影印、掃描，閉架刊物則需調閱。
身為中華民國政府指定的法定送存機構，國家圖書館收藏全國各種類型的出版品與文獻資料，包括書籍、博碩士論文、期刊論文、報紙雜誌、政府出版品等，並設有檢索這些資源的資料庫，如國圖館藏目錄、全國新書資訊網、全國圖書書目資訊網、臺灣博碩士論文知識加值系統、期刊文獻資訊網、臺灣書目整合查詢系統、臺灣人社引文資料庫、全國報紙影像系統、政府公報資訊網、政府統計資訊網等。國圖的特藏文獻，包含了各類善本古籍、線裝書、金石拓片、名家手稿、臺灣舊籍文獻等，並建置古籍與特藏文獻資源、特藏線上展覽館、當代名人手稿典藏系統、臺灣記憶等網站將特藏文物呈現，另外也授權所珍藏古籍之出版與文創產品開發。數位典藏方面，除了特藏文獻的數位化與展示，國圖為館內影音資源與講座內容建置數位影音服務系統，並和電視台、廣播電台合作，數位化其影音資料。國圖也聯合國內圖書館、學校及文化局等機構，推動將1911-1949年出版品加以數位化的臺灣華文電子書庫。國圖的典藏對象亦擴及至網路資源，建置了臺灣網站典藏系統。國圖還成立了「漢學研究中心」，蒐羅漢學研究的學術刊物和國內所未見到的中國古籍，並編製書目與索引，建置資料庫，舉辦研討會，發行期刊等，以促進漢學研究之學術發展與交流為宗旨。
在參考工具書的利用上，國圖設置參考書區，提供參考諮詢服務，協助並指引讀者使用館藏資源或知識性的網路資源獲得答案，又建置了「學術知識服務網」，提供線上參考諮詢服務、開放取用電子書和期刊、資訊素養數位教材、中文參考工具書選介。國圖還會擇期辦理針對不同群體的資訊素養和圖書館資源利用課程。實體空間上，國圖提供閱覽區、自修室、研究小間、團體討論室以及展演廳、會議廳、研習教室，還有資訊檢索區、網路資源區，並於地下一樓設有餐廳和便利商店。
除了館藏的典藏保存、閱讀推廣和加值利用，及一般圖書館通常會辦理的講座、藝文活動之外，國圖的業務還包括出版品國際交換，圖書館相關規範與指引的研擬，全國圖書館的調查及統計，圖書借閱統計與閱讀趨勢分析，圖書出版統計與出版趨勢分析，學術資源利用和被引用統計與研究趨勢分析，圖書館年鑑與名錄的編印，專題文獻目錄的編製，圖書館專業人員的培訓，以及供出版社申請國際標準書號（ISBN）、出版品預行編目（CIP）及國際標準錄音錄影資料代碼（ISRC）。自2013年至2016年間，國圖為協公共圖書館整合館藏資源，規劃一些圖書館作為全國各區域的資源中心，邀請學科專家評選書目作為中心選書參考，並建置了「公共圖書館圖書資源共享服務平台」，讓讀者無需新辦借閱證，即可借閱資源中心的圖書和線上觀看所提供的影片，並可至超商門市或中心的合作圖書館取還書。
國家圖書館總館（本館）位於臺北市中山南路，與中正紀念堂園區隔街相望，開放16歲以上民眾及高中職學生辦證入館，高中以下學生則須另行申請；另有位於中正區秀山街的「多媒體創意實驗中心」，用作創意發想的自造者（創客）空間，開放6歲以上民眾辦證入館，未滿6歲孩童須陪同者照顧。國圖尚在臺南市新營區新建南部分館暨國家聯合典藏中心，預計2025年完工啟用，將成為南臺灣第一所國家等級的圖書館。

## 介紹

### 館舍

#### 本館

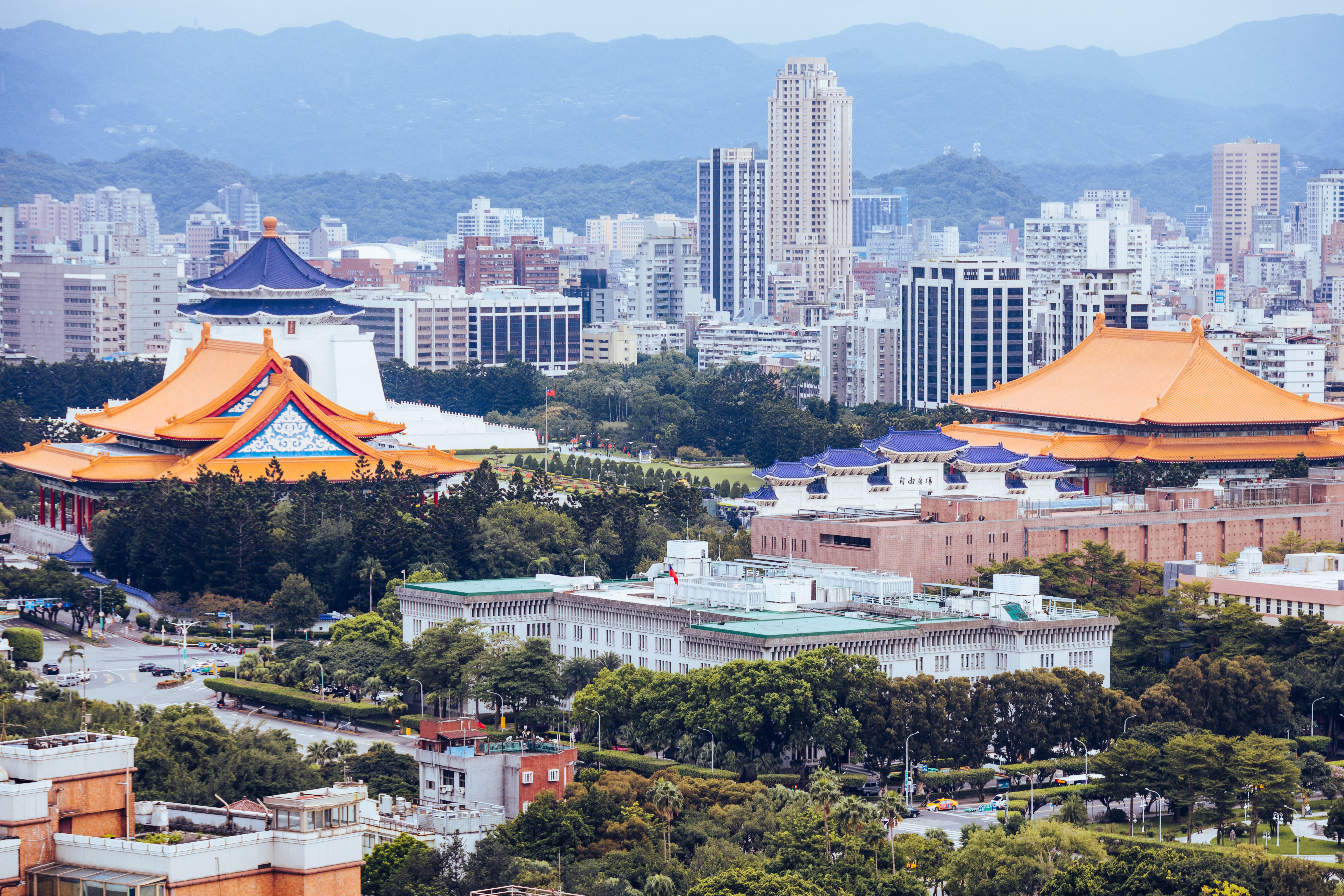
本館（右側之褐色建築）位於中山南路，鄰近中正紀念堂與外交部

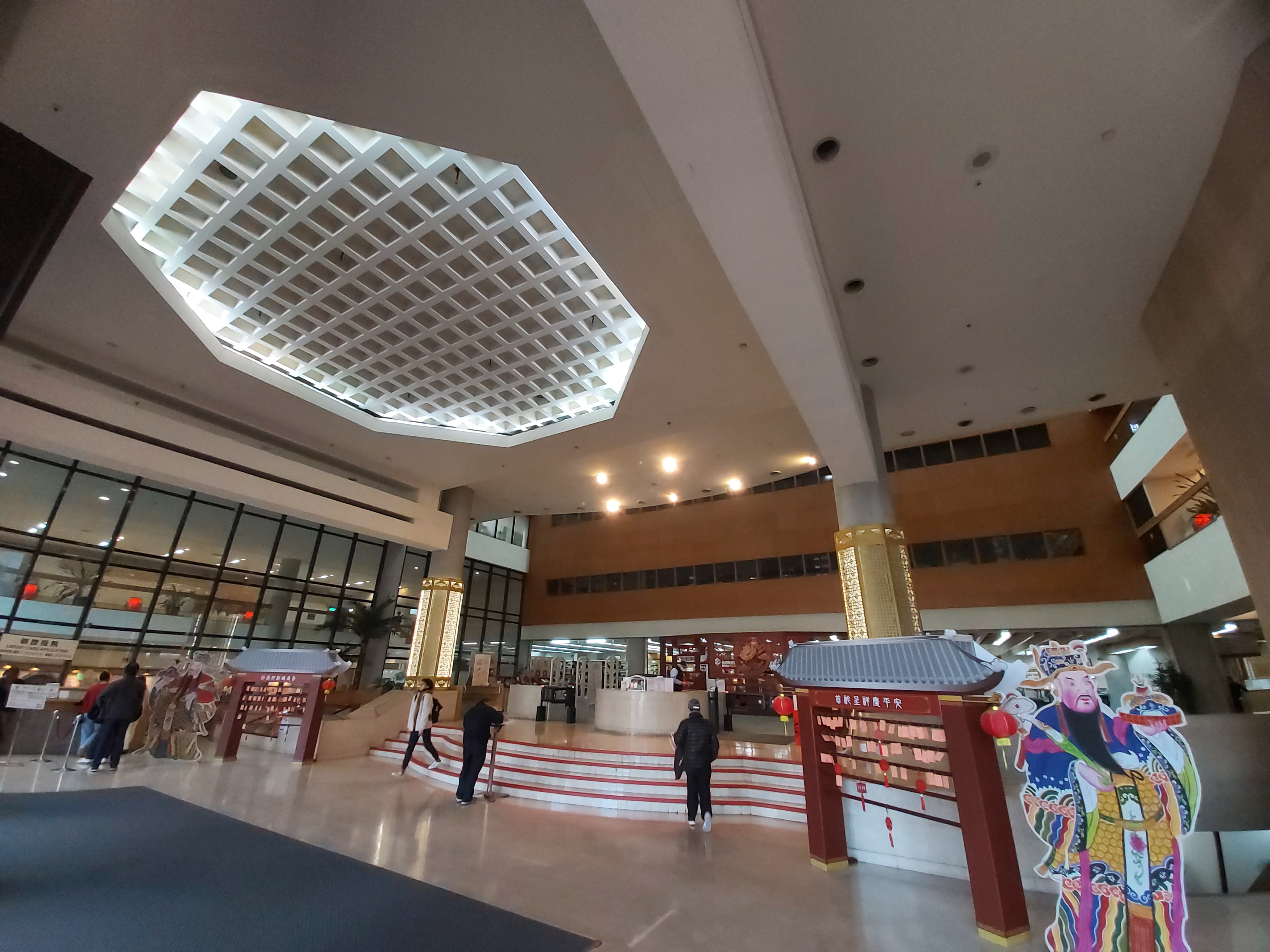
本館大廳入口

本館當前館舍於1986年啟用，為地上六層、地下二層，內部使用功能略分為閱覽區、書庫區、行政區與文教活動區。閱覽區為整座圖書館之主體，居核心位置，自地下一樓至地上六樓，提供讀者寬闊舒適的閱覽空間。书库区分布于三至七楼，地下一楼设有密集书库，用于存放复本及过时罕用图书。行政區主要分布於一樓北側，供館內同仁辦公使用。文教區在整棟建築的南側，包括演講廳、會議廳及討論室等，設有獨立出入口，場地可外借供學術及文教活動之用。

#### 南部分館
2017年2月14日，時任行政院院長林全宣布國家圖書館南部分館暨國家聯合典藏中心定址於臺南市新營區，已於2022年9月動工，預計2025年完工。南部分館完工後提供圖書資訊專業發展基地、圖書館服務創新育成中心、圖書文獻保存及修復實驗中心、本土兒童及青少年文學史料中心等四項服務功能。另外南館旁的國家典藏中心將設有自動典藏庫、聯合典藏館及數位資源保存中心，建置全國規模最大的自動化倉儲系統及倉儲書架，除豐富南部圖書資源，滿足中南部縣市圖書資訊需求，更能促使南部學術研究與國際趨勢接軌。位置緊鄰臺南市立新營體育場與家樂福新營店。

### 閱覽證
國家圖書館自2016年4月起使用塑膠材質之新式閱覽證，並陸續更新紙質舊證。
一般款閱覽證，係以《禮記》為底，搭配四眼線裝書格式，沉穩的青石色調，帶有濃厚書卷味，讓讀者在書香氣息中體會《禮記》之精神氣質。

文昌君閱覽證，是每年考生季節（3月至6月）發行的限量版本，配色以溫和明亮的大地色系為主。正面左上方之文昌君圓戳，外環文字取自《文昌帝君陰騭文》，文句間點綴梅花意象。文昌君頭戴朱色狀元帽，左手持書卷，右手執文昌筆；身披國圖館徽金黃袍、繫玉腰帶，身旁展開「金榜題名」掛軸。背面底紋為文昌君圓戳印花。整體設計配合每年3月起陸續登場的升學及就業考試，蘊含對讀者的祝福。

### 位置
| 名稱               | 地址                        | 電話         |
| ------------------ | --------------------------- | ------------ |
| 本館               | 臺北市中正區中山南路20號    | 02-2361-9132 |
| 南館               | 臺南市新營區長榮路二段199號 | 暫無         |
| 多媒體創意實驗中心 | 臺北市中正區秀山街4號14樓   | 02-2361-2551 |

### 組織
組織部門
- 圖書館事業發展組
- 館藏發展及書目管理組
- 知識服務組
- 特藏文獻組
- 數位知識系統組
- 國際合作組
- 秘書室
- 人事室
- 政風室
- 主計室
- 漢學研究中心
- 國際標準書號中心
- 書目資訊中心
- 出版中心

分館
- 南部分館
- 多媒體創意實驗中心 （页面存档备份，存于）

## 歷史

### 沿革

#### 國立中央圖書館大陸時期
- 南京原國立中央圖書館旧址
- 蔣復璁擔任國立中央圖書館館長簡任狀

- 1911年，中華民國臨時政府教育部已有籌辦中央圖書館之意。後首都遷至北京，北洋政府已設有國立京師圖書館，故未繼續籌辦中央圖書館。
- 1925年9月，中華民國加入《布魯塞爾協定》（Brussel Conventions），國民政府教育部成立「教育部出版物國際交換局」。
- 1927年，國民政府奠都南京市。
- 1928年5月17至28日，中華民國大學院於南京市召開「第一次全國教育會議」，決議於南京籌設國立中央圖書館。
- 1928年10月，教育部出版物國際交換局改由中央研究院接管，改名為「中央研究院出版物國際交換處」。
- 1933年1月21日，教育部在南京成賢街成立「國立中央圖書館籌備處」，教育部派曾任職北京故宮博物院和國立北平圖書館的蔣復璁擔任國立中央圖書館籌備處委員[19]；4月8日，教育部復令蔣復璁為國立中央圖書館籌備處主任；4月21日，國立中央圖書館籌備處租定南京沙塘園民房為辦公地點，開始籌備工作；4月24日，教育部核定《國立中央圖書館籌備處組織大綱》。
- 1934年7月1日，國立中央圖書館籌備處接辦中央研究院出版物國際交換處業務，出版物國際交換處改名為「出版品國際交換處」。
- 1936年2月10日，國立中央圖書館籌備處遷入南京成賢街館舍辦公；9月1日，國立中央圖書館籌備處正式開放閱覽。
- 1937年3月，國立中央圖書館籌備處勘定南京国府路（今南京人民大会堂）46亩土地，并由行政院管理中英庚款董事会拨付150万元预算，拟建立国立中央图书馆新厦。
- 1937年8月15日，日軍空襲南京，國立中央圖書館籌備處停止開放閱覽；11月21日國立中央圖書館籌備處遷至漢口，設辦事處於聖安得烈堂；12月15日再遷至長沙。
- 1938年2月12日，國立中央圖書館籌備處奉命遷至重慶，借用川東師範學校大禮堂樓屋為辦事處；5月1日於重慶成立參考閱覽室；5月9日勘定重慶兩路口新市街第一苗圃為分館基地；9月10日於昆明分設出版品國際交換處辦事處。1939年3月1日，日軍空襲重慶，國立中央圖書館籌備處奉命疏散至鄉鎮；3月12日選定於重慶江津縣白沙鎮設立民眾閱覽室。
- 1940年8月1日，「國立中央圖書館」（官方簡稱中圖[註 3]，英文名稱為「National Central Library」，蔣復璁出任創館館長；10月16日，國民政府制定公布《國立中央圖書館組織條例》。
- 1941年1月1日，國立中央圖書館重慶館舍落成；2月1日，重慶館舍正式對外啟用；6月3日，國民政府任命蔣復璁擔任館長。
- 1945年10月27日，國民政府修正公布《國立中央圖書館組織條例》。
- 1946年6月1日遷回南京，位於南京的國立中央圖書館總館正式開放閱覽，原重慶分館之館舍、家具設備及12,083冊館藏圖書，移贈國立羅斯福圖書館；7月1日於南京成立出版品國際交換處，並設立出版品國際交換處上海辦事處；7月12日，行政院公布《國立中央圖書館出版品國際交換處組織規程》。

#### 國立中央圖書館遷台時期

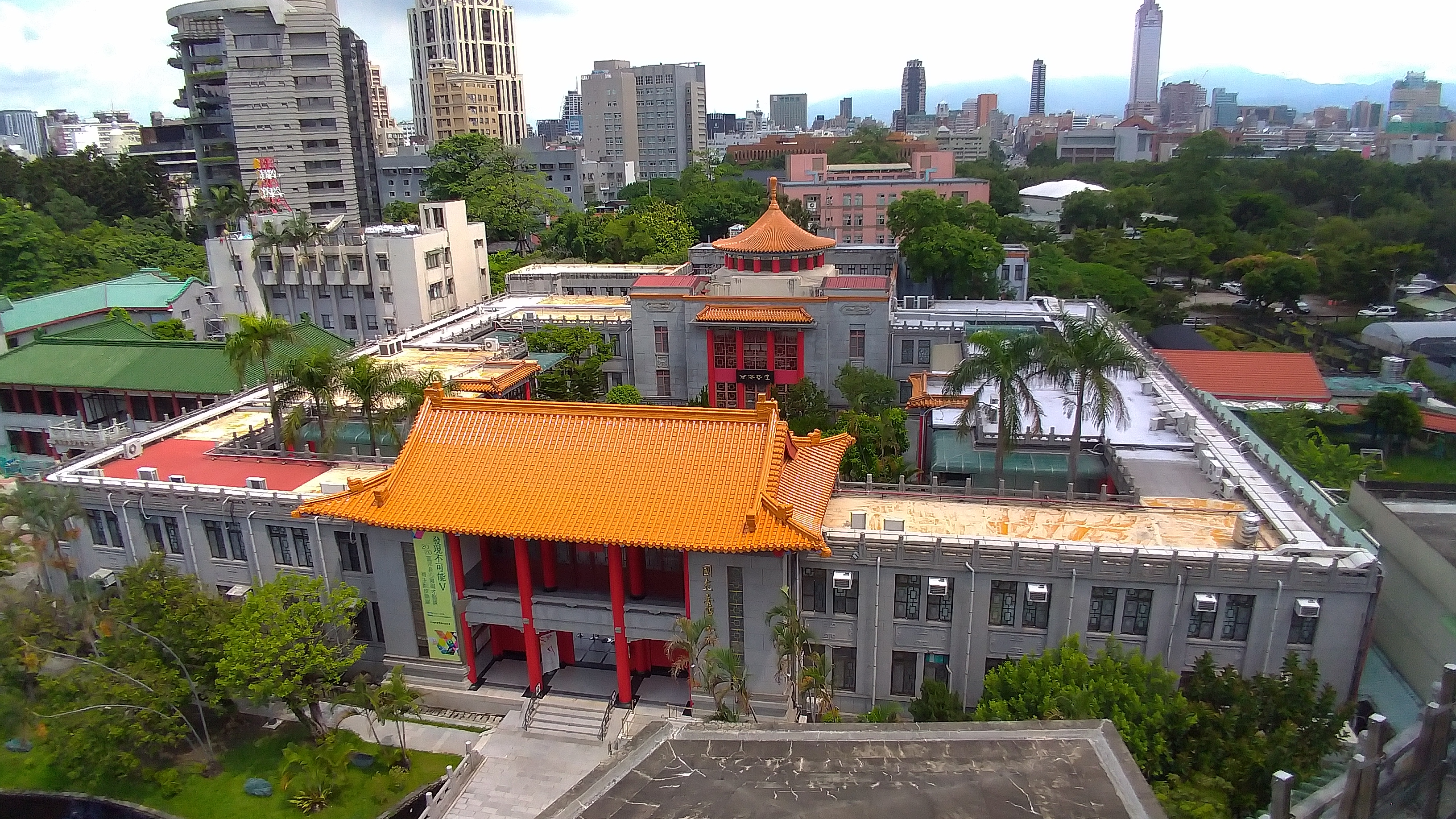
原國立中央圖書館，今國立臺灣藝術教育館南海書院
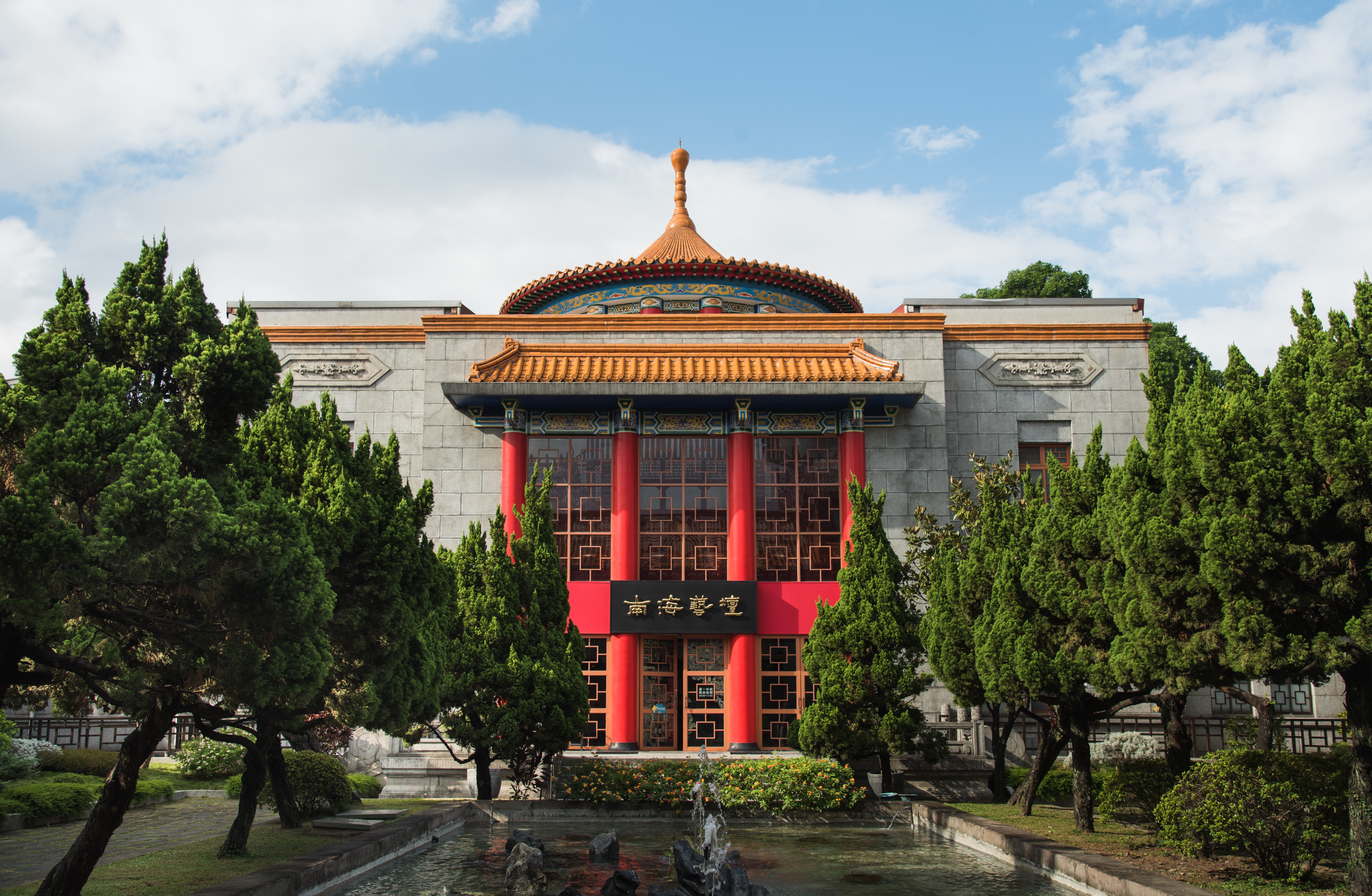
南海書院第一、二展覽室

- 1948年12月1日，中華民國海軍與輪船招商局開始把國立中央圖書館館藏圖書文物運到台灣。
- 1949年，國立中央圖書館派特藏組主任屈萬里為台灣辦事處主任；12月1日普通書刊移運臺北市，暫借臺灣省立臺北圖書館及國立臺灣大學圖書館閱覽。4月23日，中國人民解放軍第二野戰軍、第三野戰軍於攻克南京時，已經搬了超過13萬冊的珍本古籍到台灣。10月，國立中央圖書館裁縮為國立中央博物圖書院館聯合管理處中圖組，書籍與遷台的國立北平故宮博物院、國立中央博物院文物和人員暫居臺灣省臺中縣霧峰鄉，蔣復璁和屈萬里已轉任國立臺灣大學教職（蔣1951年由香港來台，屈1949年轉任傅斯年校長秘書）。
- 1950年，國立中央圖書館南京原館舍和未遷台的部份藏書約6、7萬冊被中華人民共和國政府改為南京圖書館（1952年，江蘇省立國學圖書館（原江南圖書館）併入南京圖書館）。
- 1954年1月1日，國立中央圖書館恢復建制，並於教育部內設辦事處，蔣復璁回任館長。
- 1954年8月1日，教育部令蔣復璁籌備國立中央圖書館復館事宜。
- 1955年9月18日，國立中央圖書館復館，總館設於臺北市南海路43號（南海學園內）。
- 1956年2月20日，國立中央圖書館總館正式開放閱覽。
- 1963年11月18日，國立中央圖書館從美國接運並奉令代管國立北平圖書館善本圖書。
- 1966年3月10日，存放於國立故宮中央博物院聯合管理處北溝陳列室的國立北平圖書館善本圖書運回國立中央圖書館總館。
- 1969年1月3日，國立中央圖書館成立「國家目錄中心」。
- 1967年7月1日台北市升格為直轄市，社會各界不希望臺灣省立臺北圖書館隨臺灣省政府遷到臺灣中部，最後決定由教育部接管臺灣省立臺北圖書館；1973年10月22日，臺灣省立臺北圖書館改稱「國立中央圖書館臺灣分館」，但組織獨立。
- 1977年4月22日，教育部籌設「漢學研究資料及服務中心」，國立中央圖書館兼辦籌備業務。
- 1978年3月28日，國立中央圖書館成立「遷建委員會」，開始籌備總館遷建事宜。
- 1981年6月1日，教育部聘國立中央圖書館館長王振鵠為漢學研究資料及服務中心主任。9月30日，漢學研究資料及服務中心指導委員會召開第一次指導委員會議，正式成立漢學研究資料及服務中心。
- 1982年10月12日，國立中央圖書館舉行新總館建築工程開工典禮。同年12月1日，國立中央圖書館裝設王安電腦製造的「VS-100-16F」電腦，開始圖書館自動化作業。隔年3月12日，國立中央圖書館公開展示全國第一套圖書館自動化線上作業系統。
- 1985年11月1日，國立中央圖書館新總館竣工，位於臺北市中山南路20號（國立中正紀念堂對面）。此處原爲一眷村，被北一女學生稱爲「綠門」，販賣許多小吃。[20]
- 1986年6月1日，國立中央圖書館進行圖書清點裝箱，暫停對外開放；7月21日，國立中央圖書館起運圖書至新總館；9月8日，國立中央圖書館原總館移交國立教育資料館（今國家教育研究院教育資源及出版中心）；9月28日，國立中央圖書館新總館正式啟用。
- 1987年5月5日，漢學研究資料及服務中心更名為「漢學研究中心」。
- 1988年9月16日，位於臺北市和平東路二段科技大樓內的「國立中央圖書館附設資訊圖書館」正式啟用。
- 1989年7月1日，正式為中華民國出版品編配國際標準書號。
- 1990年2月1日，成立「中華民國國際標準書號中心」。7月13日，成立「書目資訊中心」。
- 1991年10月30日，啟用「全國圖書資訊網路線上合作編目系統」。
- 1993年7月9日，完成開發並啟用「中華民國期刊論文索引光碟系統」。
- 1994年9月15日，完成開發「中華民國出版圖書目錄光碟系統」。10月1日，啟用資訊網路系統。

#### 國家圖書館時期

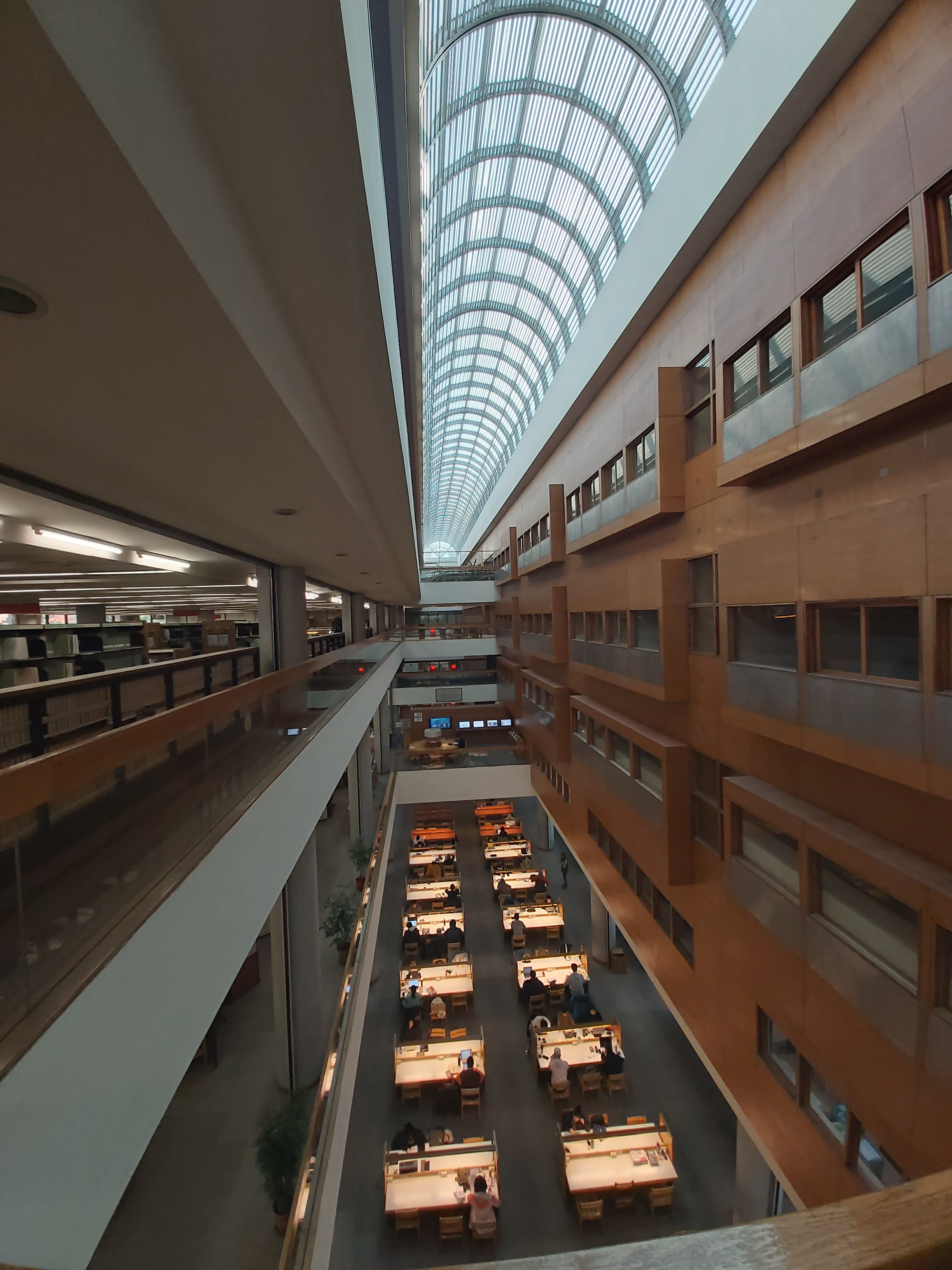
國家圖書館閱覽空間

- 1996年1月31日，《國立中央圖書館組織條例》修正公布並更名為《國家圖書館組織條例》。據此，國立中央圖書館更名為「國家圖書館」，英文名稱仍為「National Central Library」；國立中央圖書館附設資訊圖書館則更名為「國家圖書館附設資訊圖書館」。
- 1998年2月19日，啟用遠距圖書服務系統；5月14日，成立「參考組」、「研究組」、「輔導組」。7月1日，成立「資訊組」。
- 1999年4月3日，中華民國國際標準書號中心正式兼任中華民國國際標準錄音錄影資料代碼（ISRC）管理中心。
- 2002年5月15日，臺灣電視公司與國家圖書館簽約，國家圖書館分兩階段典藏台視新聞全部影音資料。[21]
- 2003年4月21日，國家圖書館70週年館慶，啟用「臺灣記憶」、「臺灣概覽」系統。
- 2004年9月15日，《國家圖書館全球資訊網》新版網頁與《華文知識入口網》上線。
- 2005年3月9日，與美國國會圖書館簽訂古籍數位化合作協議。
- 2006年8月29日，與蒙古國家圖書館簽署合作協議。
- 2008年10月27日，「國家圖書館藝術暨視聽資料中心」揭牌啟用，位於臺北市中正區延平南路156號，由實踐堂整修而成[22]。12月16日，國家圖書館館長顧敏與臺灣基督長老教會總會牧師張德謙簽訂《國家圖書館與財團法人臺灣基督長老教會宣教基金會文獻資料數位化合作計畫協議書》。加入世界數位圖書館。
- 2009年5月18日，與政治大學公企中心合作成立「國家圖書館國際組織資訊中心」。7月9日，與蒙古國立兒童圖書館合作成立「臺灣書苑」（Taiwan Reading Garden）。9月1日，與慈濟傳播人文志業基金會簽署《文獻資料典藏合作協議書》。11月10日，國家圖書館藝術暨視聽資料中心開放免證件入內參觀，但調閱圖書及視聽資料時應出示有效證件[23]。12月31日，國家圖書館委託凌網科技營運之《國家圖書館遠距圖書服務系統》終止服務[24]。10月8日，與法鼓佛教學院舉行學術合作協議簽約儀式暨第一次工作會議。
- 2010年2月23日，國家圖書館藝術暨視聽資料中心啟用位於該中心3樓的「漫畫屋」，臺灣漫畫家劉興欽蒞臨開幕會場，另有3位臺灣漫畫家王平、林俐、陳鈞同在開幕會場現場示範創作漫畫[25]。4月19日，與臺北市立教育大學舉辦學術結盟簽約儀式。7月7日，與大愛電視首次跨業合作製播的全民閱讀推廣節目《悅讀‧浮世繪》開播，顧敏主持，首播時間為每星期三22時整，每集邀請該集主題書相關作者或學者專家與顧敏對談[26][27]。10月25日，國家圖書館以英文名稱「National Central Library (Taiwan)」加入全球博碩士論文聯盟（Networked Digital Library of Theses and Dissertations，簡稱NDLTD），是NDLTD亞太區唯一機構會員。[28]
- 2011年6月3日，啟用「數位閱讀體驗區」。
- 2013年9月11日，國家圖書館、行政院國家科學委員會人文及社會科學發展處、國家實驗研究院科技政策研究與資訊中心等單位合作建置的《臺灣人文及社會科學引文索引資料庫》（Taiwan Citation Index - Humanities and Social Sciences，簡稱TCI-HSS）啟用。[29]
- 2017年2月14日，行政院院長林全宣布，國家圖書館南部分館暨國家聯合典藏中心定址臺南市新營區文高11用地，目前籌備中。
- 2022年6月30日，國家圖書館藝術暨視聽資料中心結束營運，相關圖書調閱轉移至總館。原藝術暨視聽資料中心將轉型為「多媒體創意實驗中心」。[30]
- 2022年11月19日，多媒體創意實驗中心開幕，位於臺北市中正區秀山街4號14樓（新生報業廣場，原行政院環境保護署第二辦公室）。原藝術暨視聽資料中心改為環保署後棟，2022年11月開始內部改建，2023年8月19日舉行環保署36週年署慶並公開內裝。

### 法源變遷
- 1933年4月24日，教育部核定《國立中央圖書館籌備處組織大綱》，全文七條，為最早的組織條例。
- 1940年10月16日，國民政府公布《國立中央圖書館組織條例》，全文13條。
- 1945年10月27日，國民政府修正公布《國立中央圖書館組織條例》，全文14條，此一條例共依法施行了50年。
- 1996年1月31日，《國立中央圖書館組織條例》修正公布並更名為《國家圖書館組織條例》，全文14條。
- 目前設有採訪組、編目組、閱覽組、參考組、特藏組、資訊組、輔導組、研究組、總務組、出版品國際交換處、國際標準書號中心、書目資訊中心、漢學研究中心等。
- 2012年2月3日，總統令制定公布《國家圖書館組織法》，全文6條。2013年元旦實施。

### 歷任館長
| 時期           | 時期     | 任次                          | 姓名                                     | 任期                        | 備註                                                  |
| -------------- | -------- | ----------------------------- | ---------------------------------------- | --------------------------- | ----------------------------------------------------- |
| 國立中央圖書館 | 大陸時期 | 1                             | 蔣復璁                                   | 1940年8月1日－1966年9月21日 | 中央研究院院士 國立故宮博物院1965年在台重建後首任院長 |
| 國立中央圖書館 | 遷台時期 | 1                             | 蔣復璁                                   | 1940年8月1日－1966年9月21日 | 中央研究院院士 國立故宮博物院1965年在台重建後首任院長 |
| 國立中央圖書館 | 2        | 屈萬里                        | 1966年9月21日－1968年3月2日              |                             |                                                       |
| 國立中央圖書館 | 3        | 包遵彭                        | 1968年3月2日－1970年2月20日              |                             |                                                       |
| 國立中央圖書館 | 代理     | 鮑幼玉                        | 1970年2月20日－1970年8月15日             | 編纂代理                    |                                                       |
| 國立中央圖書館 | 4        | 李志鍾                        | 1970年8月15日－1972年8月11日             |                             |                                                       |
| 國立中央圖書館 | 代理     | 謝又華                        | 1972年8月11日－1973年4月6日              | 教育部社會教育司司長代理    |                                                       |
| 國立中央圖書館 | 5        | 諸家駿                        | 1973年4月11日－1977年3月31日             |                             |                                                       |
| 國立中央圖書館 | 6        | 王振鵠                        | 1977年3月31日－1989年8月1日              |                             |                                                       |
| 國立中央圖書館 | 7        | 楊崇森                        | 1989年8月1日－1992年5月5日               |                             |                                                       |
| 國立中央圖書館 | 8        | 曾濟群                        | 1992年5月5日－1997年10月30日             | 更名為國家圖書館            |                                                       |
| 國家圖書館時期 | 8        | 曾濟群                        | 1992年5月5日－1997年10月30日             | 更名為國家圖書館            |                                                       |
| 代             | 宋建成   | 1997年10月30日－1998年4月10日 | 閱覽組主任代理                           |                             |                                                       |
| 9              | 莊芳榮   | 1998年4月10日－2007年3月1日   |                                          |                             |                                                       |
| 10             | 王文陸   | 2007年3月1日－2007年9月1日    |                                          |                             |                                                       |
| 代             | 宋建成   | 2007年9月1日－2007年9月17日   | 副館長代理                               |                             |                                                       |
| 11             | 黃寬重   | 2007年9月17日－2008年5月20日  | 原任中央研究院歷史語言研究所研究員兼所長 |                             |                                                       |
| 代             | 宋建成   | 2008年5月20日－2008年8月1日   | 副館長代理                               |                             |                                                       |
| 12             | 顧敏     | 2008年8月1日－2010年12月30日  | 曾任立法院國會圖書館館長                 |                             |                                                       |
| 13             | 曾淑賢   | 2010年12月31日－2024年1月15日 | 曾任臺北市立圖書館館長                   |                             |                                                       |
| 代             | 翁誌聰   | 2024年1月16日－1月31日        | 副館長代理                               |                             |                                                       |
| 14             | 王涵青   | 2024年2月1日－現任            | 曾任國立成功大學圖書館館長               |                             |                                                       |

## 圖片集

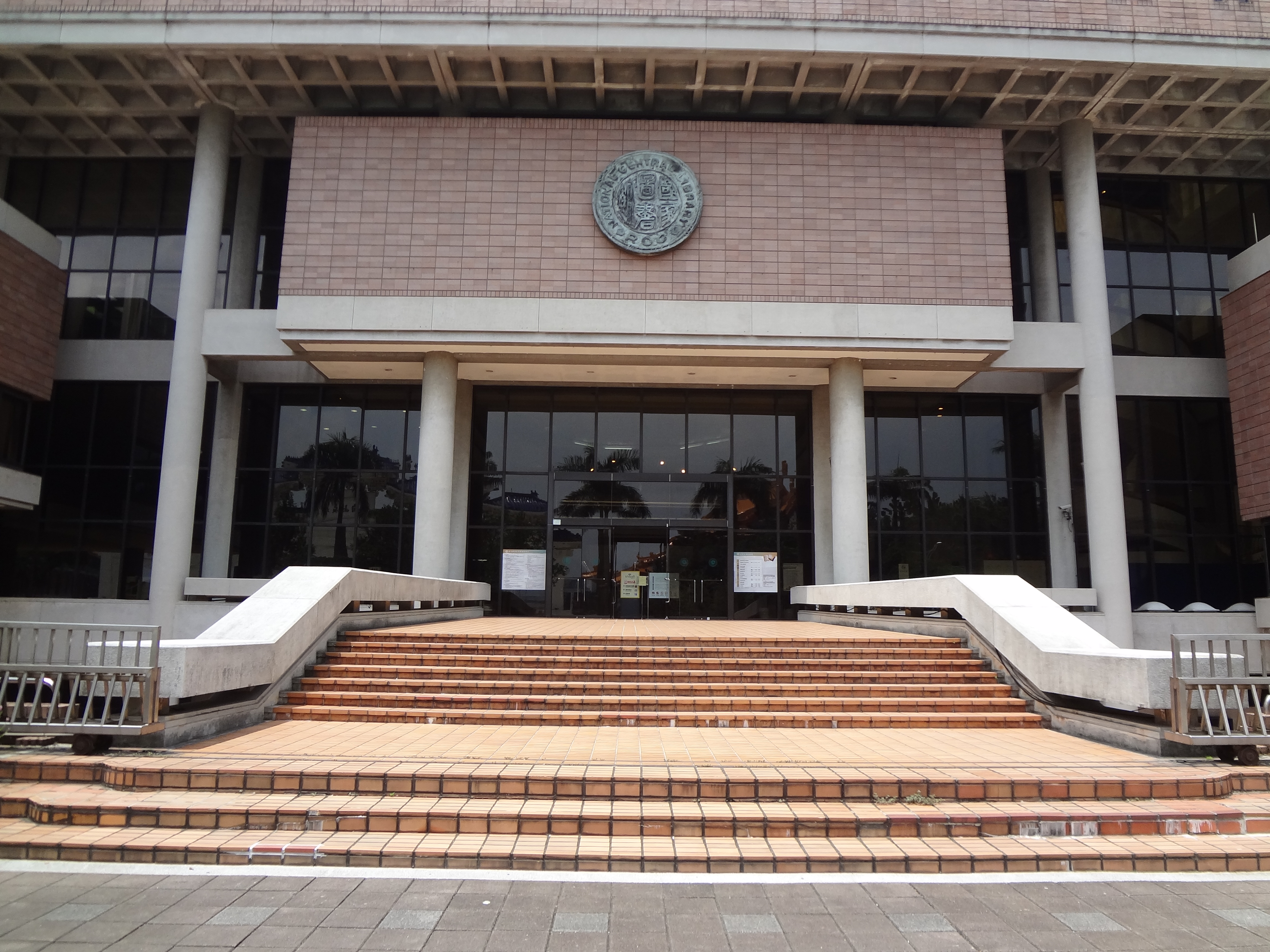
總館大門之一
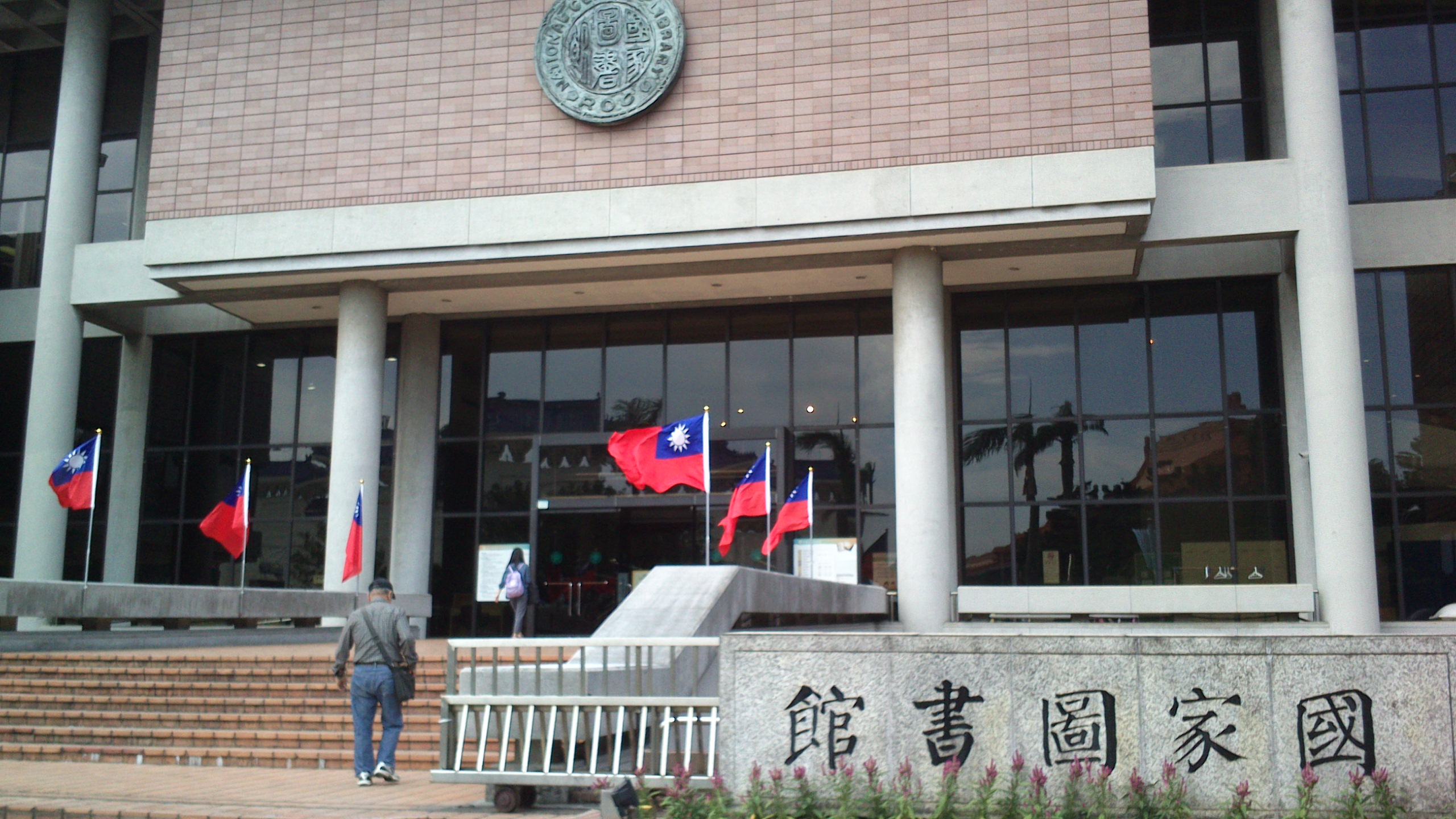
總館大門之二
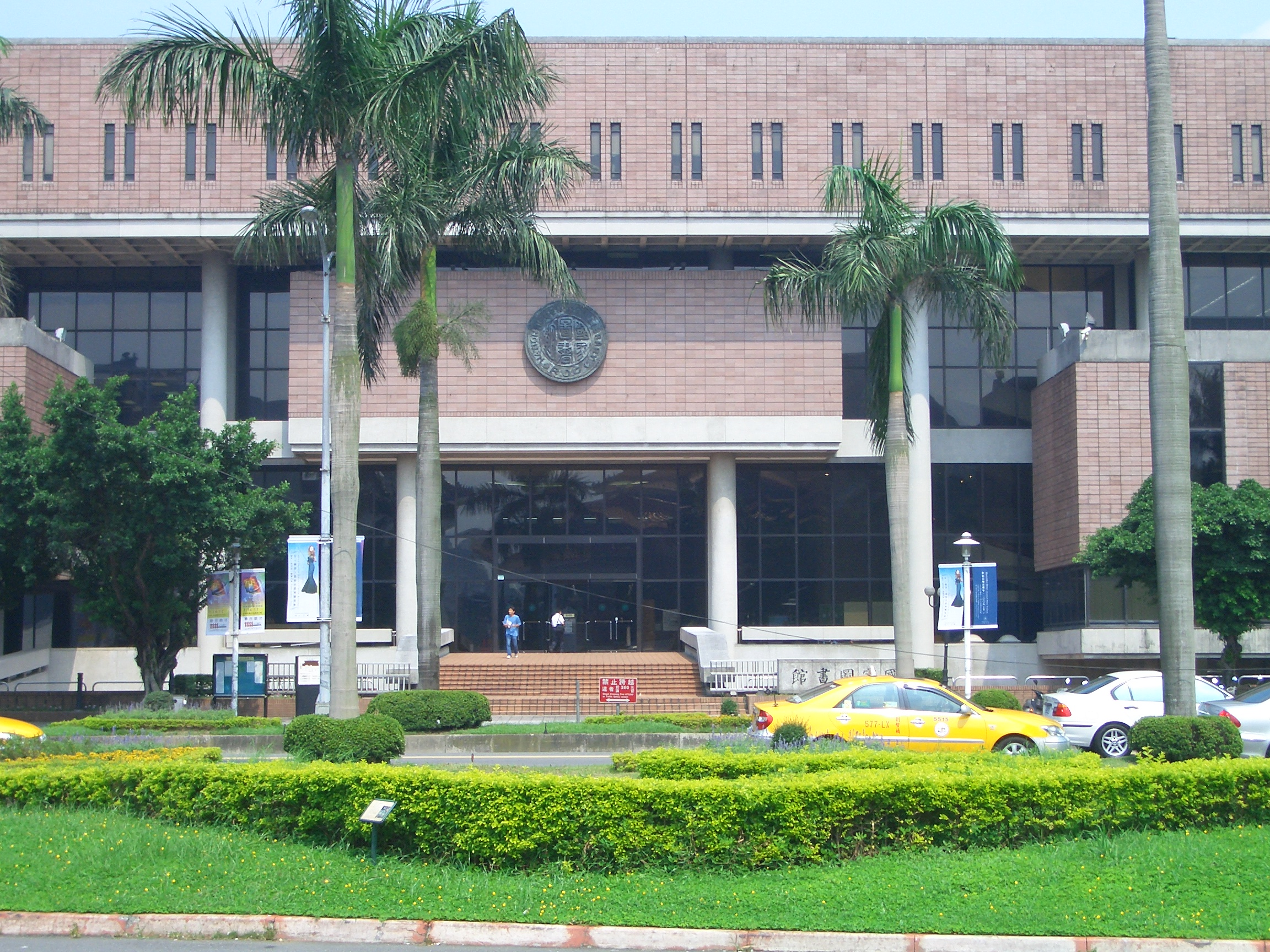
從中正紀念堂自由廣場遠觀總館大門
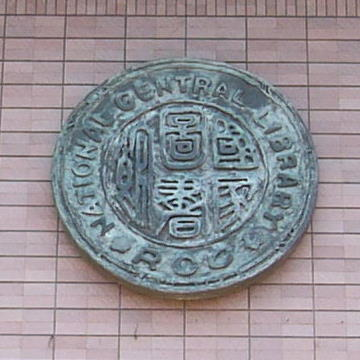
總館大門正上方的館徽
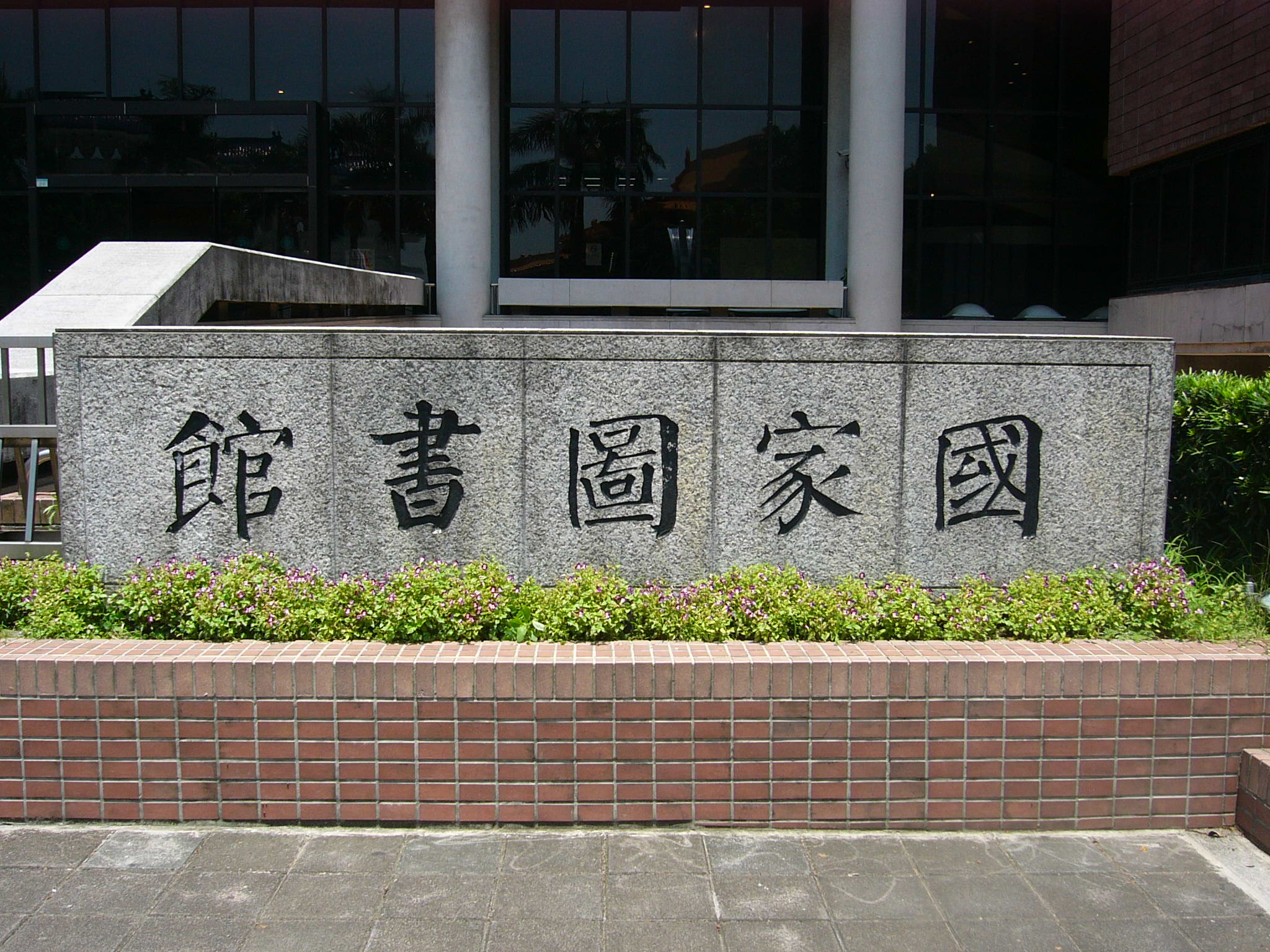
總館大門前階梯右側的館名中文標準字
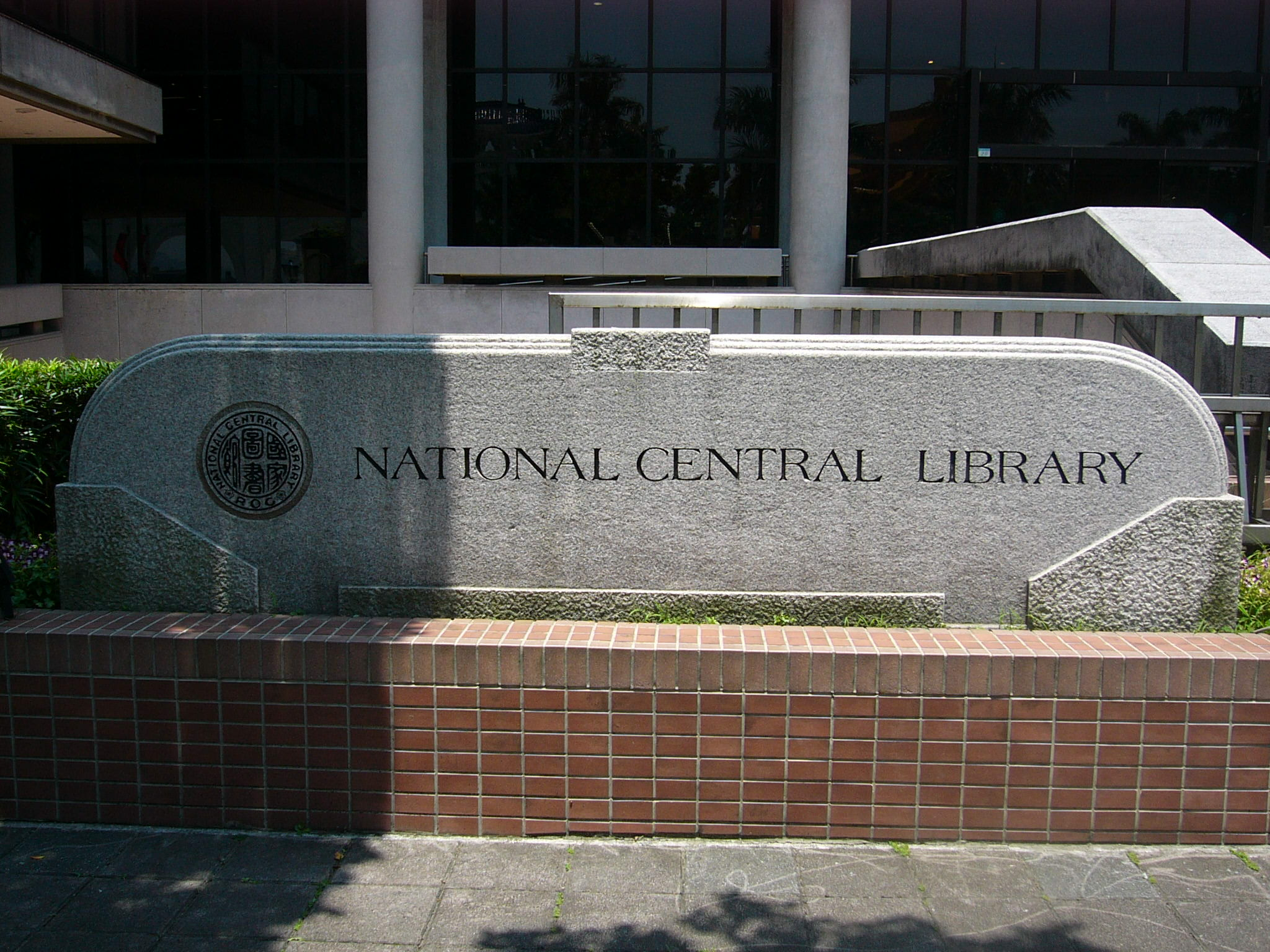
總館大門前階梯左側的館徽與館名英文標準字
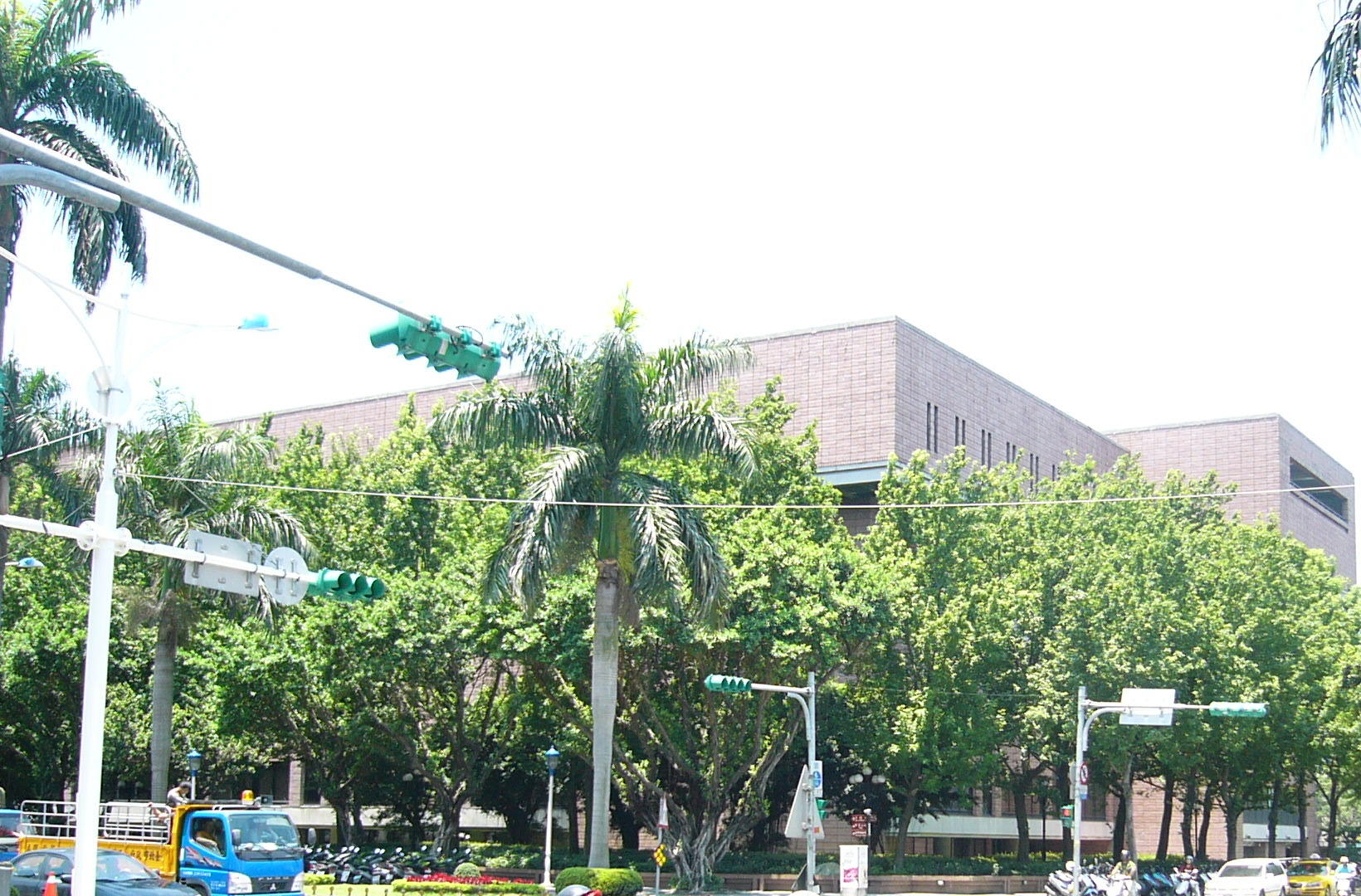
總館右側外觀
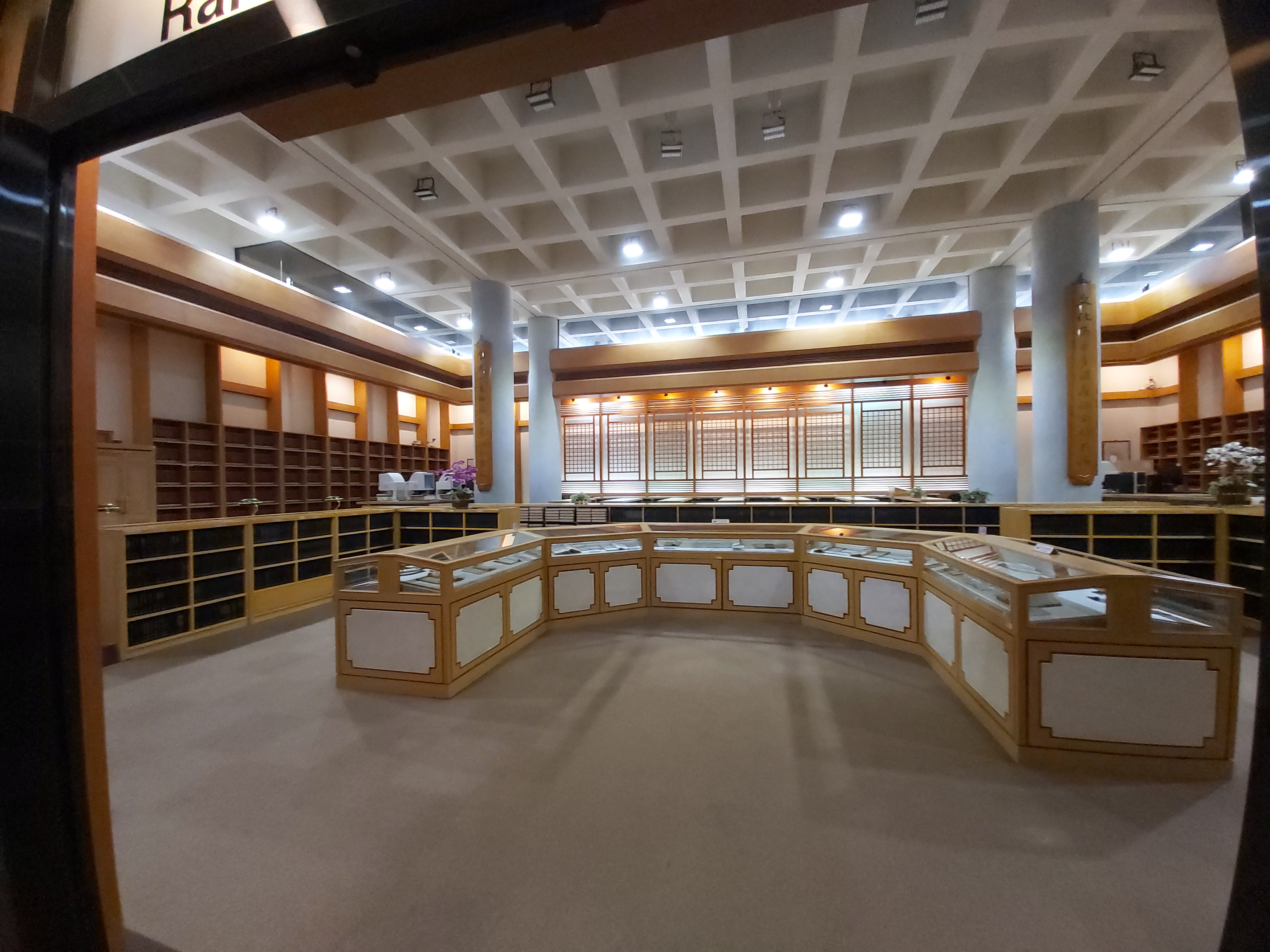
總館善本書室
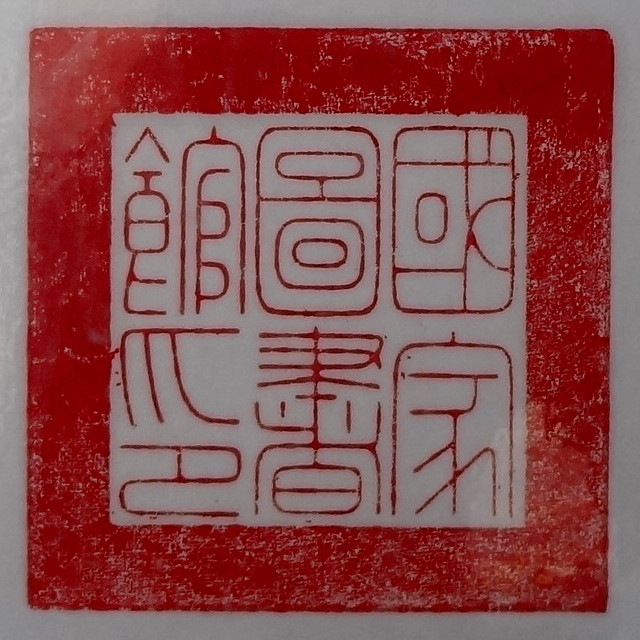
公文用印
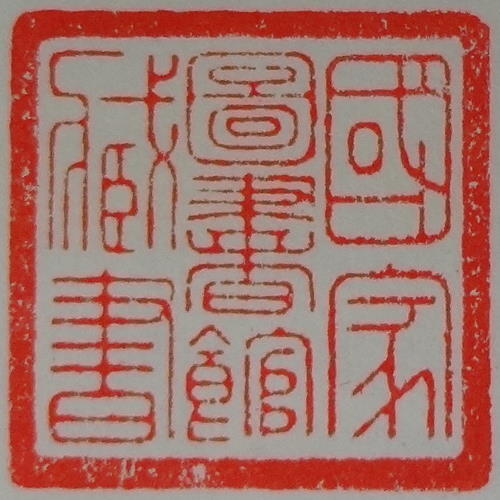
藏書章
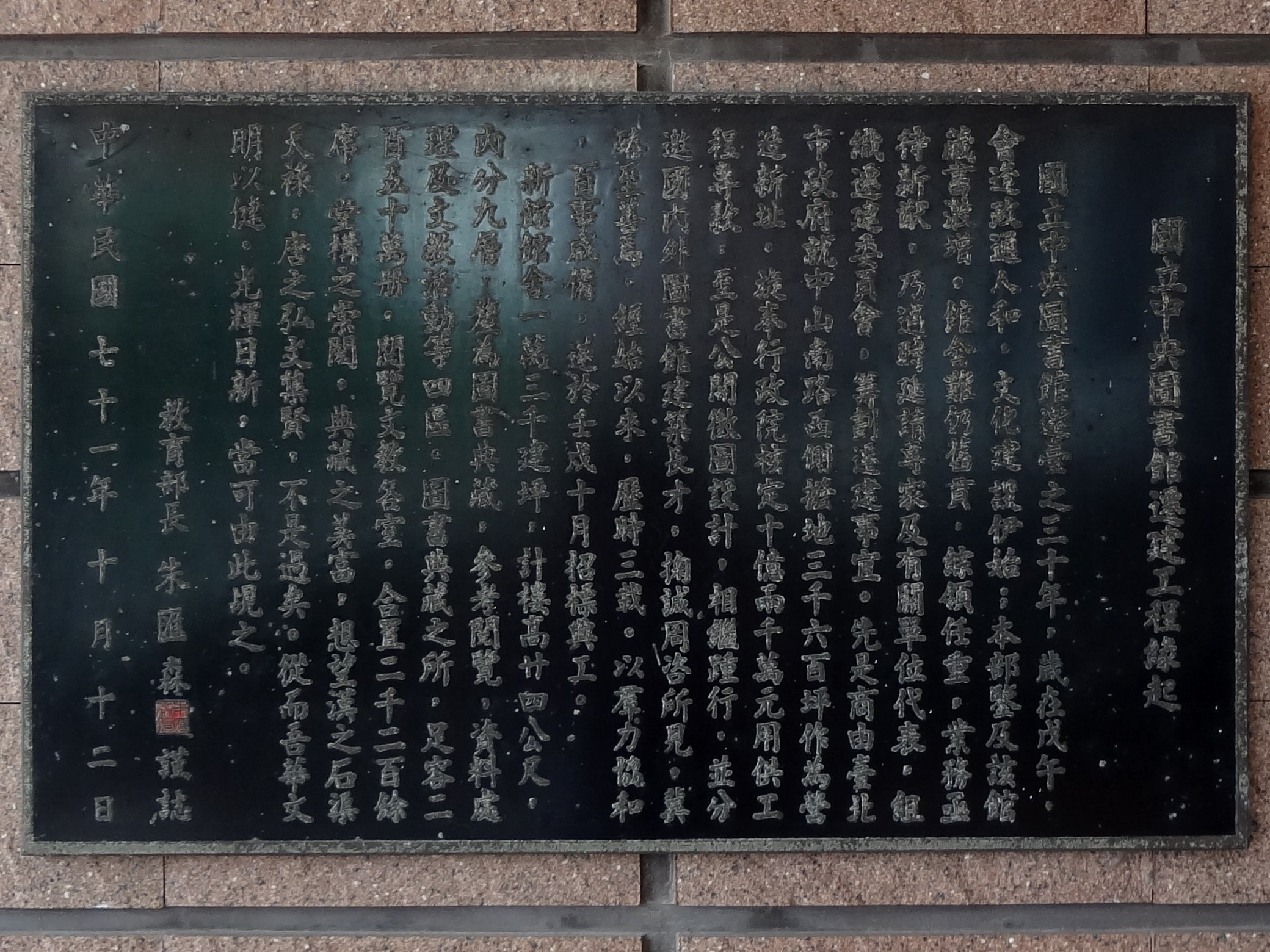
朱匯森撰〈國立中央圖書館遷建工程緣起〉，作於1982年10月12日，刻於總館外牆
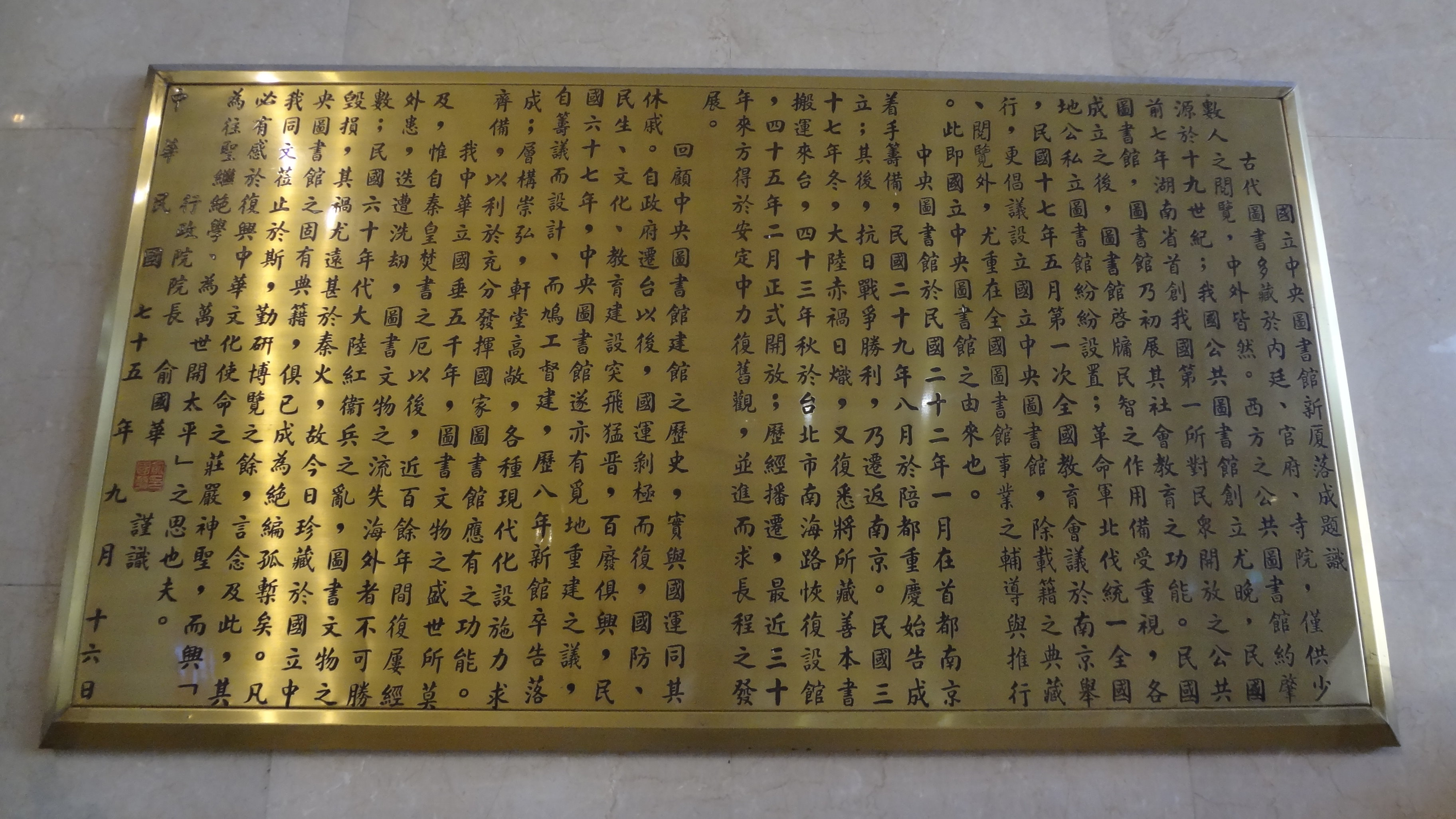
俞國華撰〈國立中央圖書館新廈落成題識〉，作於1986年9月16日，刻於總館大廳牆面